# آرمسترانگ (اکلاهما)
آرمسترانگ(به انگلیسی: Armstrong) شهری در ایالت اکلاهما کشور ایالات متحده آمریکا است که جمعیت آن در سرشماری سال ۲۰۱۰ میلادی، ۱۰۵ نفر بوده‌است.